# Phyllonorycter harrisella
Espèce
Synonymes
- Phalaena harrisella Linnaeus, 1761
- Tinea cramerella Fabricius, 1777

Phyllonorycter harrisella est une espèce européenne de lépidoptères (papillons) de la famille des Gracillariidae.

## Description
L'imago a une envergure de 7 à 9 mm. Les adultes volent en mai et juin et à nouveau en automne.

## Répartition
On trouve Phyllonorycter harrisella dans toute l'Europe, à l'exception des Balkans et des îles de la mer Méditerranée.

## Écologie
Les chenilles consomment les plantes des espèces Quercus cerris, Quercus dalechampii, Quercus faginea, Quercus frainetto, Quercus macranthera, Quercus petraea, Quercus pontica, Quercus pubescens et Quercus robur. Elles minent les feuilles de leur plante hôte. Elles créent une petite mine tentiforme à la surface inférieure avec un pli important dans l’épiderme inférieur. La chrysalide est fabriquée dans un cocon blanc résistant qui est attaché à la fois en bas et en haut de la mine.